# Acidente de helicóptero em Ménaka em 2019
Em 25 de novembro de 2019, dois helicópteros militares franceses, parte da Operação Barkhane, caíram no norte do Mali, matando 13 soldados. Foi o incidente mais mortal envolvendo os militares franceses desde os atentados aos quartéis de Beirute em 1983.

## Colisão
Um helicóptero de ataque francês Eurocopter Tiger colidiu com um helicóptero de transporte militar Eurocopter AS532 Cougar em baixa altitude durante uma surtida perto da cidade de Ménaka, no norte do Mali. Os helicópteros estavam perseguindo militantes em veículos e motocicletas, depois que as forças terrestres pediram apoio aéreo. Por razões desconhecidas, os dois helicópteros colidiram e caíram matando todos a bordo.

### Vítimas
Seis policiais e um chefe de cabo estavam entre as 13 mortes. Um dos mortos, Pierre-Emmanuel Bockel, era filho do senador francês Jean-Marie Bockel. Bockel era o piloto do helicóptero 'Cougar'.